# Unobtainium
Unobtainium (také nezískatelnium[zdroj⁠?!]) je označení pro extrémně vzácný, drahý nebo fyzicky nemožný materiál. Vlastnosti konkrétního unobtainia závisí na zamýšleném použití. Například unobtainium pro výrobu kladek by mohlo mít nulové tření a nulovou hmotnost, zatímco unobtainium pro použití v jaderné raketě by bylo lehké a odolné proti poškození vysokými teplotami a radioaktivitou.

## Původ
Slovo je odvozeno od unobtainable (nedosažitelné) a -ium (přípona pro řadu kovových prvků). Termín se také podobá systematickým názvům pro nepojmenované a neobjevené prvky, které mají atomové číslo 119 do 199, například Ununennium (119). Stejně jako unobtainium mají pětislabičná jména začínající na „un“ a končící na „ium“.
Od 50. let 20. století se termín unobtanium používán v leteckém inženýrství pro těžko dostupný nebo příliš drahý materiál, který by vyhověl všem potřebným extrémním požadavkům, ale bohužel neexistuje.

## Film
Název unobtanium byl použit minimálně ve dvou filmech:
- Jádro (2003) – uměle vyrobený a extrémně odolný kov, z něhož byla sestrojena loď terranautů spouštějící se do zemského pláště
- Avatar (2009) – nesmírně drahý kov, vyskytující se pod povrchem měsíce Pandora v souhvězdí Alfa Centauri. Kvůli jeho ceně (20 milionů dolarů za kg[2]) byly na Pandoru vyslány bojové jednotky lidí a na střetu zájmů lidí jej vytěžit a kmene Na'vi nenechat si vzít svůj domov je vystaven celý děj filmu.